# Ногуті Мідзукі
Мідзукі Ногуті (яп. 野口みずき; нар. 3 липня 1978) — японська легкоатлетка, що спеціалізується на марафонському бігу, олімпійська чемпіонка 2004 року.

## Кар'єра
| Рік                | Змагання           | Місто              | Місце              | Дисципліна         | Примітки           |
| Представник Японія | Представник Японія | Представник Японія | Представник Японія | Представник Японія | Представник Японія |
| ------------------ | ------------------ | ------------------ | ------------------ | ------------------ | ------------------ |
| 2003               | Чемпіонат світу    | Париж, Франція     | 2                  | марафонський біг   | 2:24:14            |
| 2004               | Олімпійські ігри   | Афіни, Греція      | 1                  | марафонський біг   | 2:26:20            |